# Кучкунджі-хан
Кучкунджі-хан (*1452 — 1531) — 3-й хан Держави Шейбанідів в 1512—1531 роках.

## Життєпис

### Правитель Туркестану
Походив з роду Шибанідів, гілки династії Чингізидів. Восьмий син Абулхайр-хана, правителя Держави кочових узбеків. Його матір'ю була Рабія Султан-бегім (донька Улугбека. правителя Держави Тимуридів). Народився 1452 року.
Брав участь у походах свого небіжа Мухаммеда Шейбані, з яким спочатку перебрався до Хаджи-Тархану, потім здійснював напади на Хорезм і Мавераннахр. 1503 року Мухаммед Шейбані, що на той час зміцнився в Бухарі та Самарканді, надав Кучкунджі у володіння Туркестан.
Згідно Васіфі, Кучкунджі проводив у районі Туркестану зрошувальні роботи, на яких він користувався працею 95 індійських рабів. Потім воював проти Бабура, який спирався на загони з Могулістану. 1509 року Мухаммед Шейбані відібрав в Кучкунджі Туркестан.
Після загибелі Шейбані наприкінці 1510 року новий хан Суюнч-Ходжа повернувся у 1511 році Кучкунджі місто Туркестан з навколишніми землями. Втім ситуація в державі залишалася складною через загрозу з боку Персії. Зрештою 1512 року на курултаї в Самарканді Суюнч-Ходжа зрікся трону на користь Кучкунджі, отримавши у володіння Шаш.

### Верховний хан
Кучкунджі-хан дозволив родичеві Убайдуллі, що отримав Бухару, воювати проти персів. При цьому до 1514 року активно допомагав тим військами. При цьому вимушений був рахуватися з Мухаммедом Тимур-султаном (сином Мухаммеда Шейбані), що став співволодарем Самарканду, в Міанкалі став панувати Джанібек-султан (небіж Кучкунджі-хана). 1514 року вдалося встановити більш-менш стійкий мир з Персією.
Кучкунджі-хан більше увагу зосередив на загрозах з боку казахів та Могулістану. У 1513 році Кучкунджі-хан розпочав грошову реформу, яка була недостатньо продуманою і тривала до 1523 року. Втім вона сприяла зростанню економіки та торгівлі. На монетах карбували «Султан хакан Абу Мансур бахадурхан», і імена перших чотирьох халіфів. 1514 року відновив дипломатичні контакти з Османською імперією. У 1516—1517 роках Кучкунджі-хан очолював похід проти казахів.
У 1524 році надав допомогу Убайдуллі, що вдерся до Хорасану. 1525 року відправив основні сили на підкорення Балху. Невдовзі вдалося захопити усі сусідні міста до Кундуза. 25 вересня 1528 року в битві біля Джаму (неподалік Герату) шейбанідське військо на чолі із Кучкунджі-ханом і Убайдуллою зазнало тяжкої поразки від персів. З цього часу припинив підтримувати походи до Хорасану.
1529 року відправив посольство до Бабура, падишаха Великих Моголів. Помер в Самарканді у 1531 році. Йому спадкував старший син Абу Саїд-хан.

## Культурна діяльність
Хан полюбляв поезію і складав вірші тюркською мовою. 1519 року за його дорученням Мухаммед-Алі ібн Дервіш-Алі Бухарі перекладав чагатайською мовою перськомовний твір «Зафар-наме» Шараф ад-Дін Язді та «Джамі ат-таваріх» Рашид ад-Діна.
У 1529—1530 роках за розпорядженням Кучкунджі-хана в джума-мечеті Аліка Кукельташа був поставлений новий мінбар, виточений з цільної мармурової плити і поблизу мечеті, з південного боку площі Регістан було зведено ще одну велику будівлю, що доповнила ансамбль епохи Улугбека.